# Kangarli (quận)
Kangarli (tiếng Azerbaijan:Kəngərli) là một quận thuộc Azerbaijan. Dân số thời điểm năm 2012 là người.